# 遯世操
《遯世操》，或作《遁世操》，又名《箕山操》，古琴曲，據傳為陶唐許由所作。現存曲譜中初見於《神奇秘譜》上卷中的〈太古神品〉，為該譜中第一曲。 今有琴家成公亮、孫貴生打譜演奏的版本。

## 版本
收錄於《神奇秘譜》、《風宣玄品》、《西麓堂琴統》、《重修真傳琴譜》、《琴苑心傳全編》、《和文注琴譜》等譜集中。

## 各段標題
《西麓堂琴統》：
一、獨步煙霞；二、樵人指路；三、敝屣天下；四、陟彼箕山；五、倚巖睇盼；六、月明猿嘯；七、雲合龍隱；八、日照巖扃；九、糜鹿爲友；十、漁樵閒話；十一、歎息浮生；十二、不知歲月。
《風宣玄品》：
一、獨步煙霞；二、樵人指路；三、陟彼箕山；四、月明猿正啼；五、雲合龍可隱；六、日照巖扃；七、糜鹿爲友；八、漁樵閑話；九、歎息浮生；十、不知歲月。

## 弦式
「慢角調」：慢三絃。

## 演奏版本
- 《神奇秘譜》，成公亮打譜。[5][6]
- 《神奇秘譜》，孫貴生打譜。[7]
- 《神奇秘譜》，吳文光打譜。[8]
- 《神奇秘譜》，姚丙炎打譜。[9]